# NGC 4143
NGC 4143 é uma galáxia lenticular (SB0) localizada na direcção da constelação de Canes Venatici. Possui uma declinação de +42° 32' 04" e uma ascensão recta de 12 horas, 09 minutos e 36,2 segundos.
A galáxia NGC 4143 foi descoberta em 14 de Janeiro de 1788 por William Herschel.